# Sferă unitate

1-sferă; este norma spațiului euclidian

În matematică o sferă unitate este o sferă cu raza 1 cu centrul dat. Mai general, este mulțimea punctelor (locul geometric al punctelor) aflate la distanța 1 de punctul fix din centru, de unde se pot folosi diferite norme ca generalizări ale „distanței”. O bilă unitate este mulțimea închisă a punctelor aflate la o distanță mai mică sau egală cu 1 de punctul fix din centru. Uzual centrul este originea spațiului, astfel că se poate vorbi despre „sfera unitate” sau „bila unitate” (unice). Cercul unitate și discul unitate sunt cazuri particulare.
Importanța sferei unitate este că orice sferă poate fi transformată într-o sferă unitate printr-o combinație de translație și scalare. În acest fel, proprietățile sferelor în general pot fi reduse la studiul sferei unitate.

## Sfere și bile unitate în spațiul euclidian
În spațiul euclidian n-dimensional, sfera unitate n−1 dimensională este mulțimea tuturor punctelor {\displaystyle (x_{1},\ldots ,x_{n})} care satisfac ecuația
{\displaystyle x_{1}^{2}+x_{2}^{2}+\cdots +x_{n}^{2}=1.}
Bila deschisă n-dimensională este mulțimea tuturor punctelor care satisfac inegalitatea
{\displaystyle x_{1}^{2}+x_{2}^{2}+\cdots +x_{n}^{2}<1,}
iar bila închisă n-dimensională este mulțimea tuturor punctelor care satisfac inegalitatea
{\displaystyle x_{1}^{2}+x_{2}^{2}+\cdots +x_{n}^{2}\leq 1.}

### Formule generale pentru suprafață și volum
Ecuația clasică a unei sfere unitate este cea a elipsoidului cu raza 1 și fără modificări ale axelor x, y sau z:
{\displaystyle f(x,y,z)=x^{2}+y^{2}+z^{2}=1}
Volumul bilei unitate din spațiul euclidian n-dimensional și suprafața sferei unitate apar în multe formule importante din analiza matematică. Volumul bilei unitate n-dimensionale, notat Vn, poate fi exprimat utilizând funcția gamma:
{\displaystyle V_{n}={\frac {\pi ^{n/2}}{\Gamma (1+n/2)}}={\begin{cases}{\pi ^{n/2}}/{(n/2)!}&\mathrm {daca~} n\geq 0\mathrm {~este~par,} \\~\\{\pi ^{\lfloor n/2\rfloor }2^{\lceil n/2\rceil }}/{n!!}&\mathrm {daca~} n\geq 0\mathrm {~este~impar,} \end{cases}}}
unde n!! este dublul factorial⁠(d).
Hipervolumul sferei unitate (n−1)-dimensionale (adică aria frontierei bilei unitate n-dimensionale), notată An, se poate exprima ca
{\displaystyle A_{n}=nV_{n}={\frac {n\pi ^{n/2}}{\Gamma (1+n/2)}}={\frac {2\pi ^{n/2}}{\Gamma (n/2)}}\,,}
unde ultima egalitate este valabilă doar pentru n > 0. De exemplu, {\displaystyle A_{1}=2} este "aria" frontierei bilei unitate {\displaystyle [-1,1]\subset \mathbb {R} }, care este formată din doar două puncte. Apoi {\displaystyle A_{2}=2\pi } este "aria" frontierei discului unitate, care este circumferința cercului unitate. {\displaystyle A_{3}=4\pi } este "aria" frontierei bilei unitate {\displaystyle \{x\in \mathbb {R} ^{3}:x_{1}^{2}+x_{2}^{2}+x_{3}^{2}\leq 1\}}, care este aria suprafeței sferei unitate {\displaystyle \{x\in \mathbb {R} ^{3}:x_{1}^{2}+x_{2}^{2}+x_{3}^{2}=1\}}.
Suprafețele și volumele pentru unele valori ale lui {\displaystyle n} sunt:
| {\displaystyle n} | {\displaystyle A_{n}} (aria suprafeței)               | {\displaystyle A_{n}} (aria suprafeței) | {\displaystyle V_{n}} (volumul)                      | {\displaystyle V_{n}} (volumul) |
| ----------------- | ----------------------------------------------------- | --------------------------------------- | ---------------------------------------------------- | ------------------------------- |
| 0                 | {\displaystyle 0(1/0!)\pi ^{0}}                       | 0                                       | {\displaystyle (1/0!)\pi ^{0}}                       | 1                               |
| 1                 | {\displaystyle 1(2^{1}/1!!)\pi ^{0}}                  | 2                                       | {\displaystyle (2^{1}/1!!)\pi ^{0}}                  | 2                               |
| 2                 | {\displaystyle 2(1/1!)\pi ^{1}=2\pi }                 | 6.283                                   | {\displaystyle (1/1!)\pi ^{1}=\pi }                  | 3.141                           |
| 3                 | {\displaystyle 3(2^{2}/3!!)\pi ^{1}=4\pi }            | 12.57                                   | {\displaystyle (2^{2}/3!!)\pi ^{1}=(4/3)\pi }        | 4.189                           |
| 4                 | {\displaystyle 4(1/2!)\pi ^{2}=2\pi ^{2}}             | 19.74                                   | {\displaystyle (1/2!)\pi ^{2}=(1/2)\pi ^{2}}         | 4.935                           |
| 5                 | {\displaystyle 5(2^{3}/5!!)\pi ^{2}=(8/3)\pi ^{2}}    | 26.32                                   | {\displaystyle (2^{3}/5!!)\pi ^{2}=(8/15)\pi ^{2}}   | 5.264                           |
| 6                 | {\displaystyle 6(1/3!)\pi ^{3}=\pi ^{3}}              | 31.01                                   | {\displaystyle (1/3!)\pi ^{3}=(1/6)\pi ^{3}}         | 5.168                           |
| 7                 | {\displaystyle 7(2^{4}/7!!)\pi ^{3}=(16/15)\pi ^{3}}  | 33.07                                   | {\displaystyle (2^{4}/7!!)\pi ^{3}=(16/105)\pi ^{3}} | 4.725                           |
| 8                 | {\displaystyle 8(1/4!)\pi ^{4}=(1/3)\pi ^{4}}         | 32.47                                   | {\displaystyle (1/4!)\pi ^{4}=(1/24)\pi ^{4}}        | 4.059                           |
| 9                 | {\displaystyle 9(2^{5}/9!!)\pi ^{4}=(32/105)\pi ^{4}} | 29.69                                   | {\displaystyle (2^{5}/9!!)\pi ^{4}=(32/945)\pi ^{4}} | 3.299                           |
| 10                | {\displaystyle 10(1/5!)\pi ^{5}=(1/12)\pi ^{5}}       | 25.50                                   | {\displaystyle (1/5!)\pi ^{5}=(1/120)\pi ^{5}}       | 2.550                           |

unde valorile zecimale pentru n ≥ 2 sunt rotunjite la precizia afișării.

#### Recursivitate
Valorile An satisfac relațiile recursive:
{\displaystyle A_{0}=0}
{\displaystyle A_{1}=2}
{\displaystyle A_{2}=2\pi }
{\displaystyle A_{n}={\frac {2\pi }{n-2}}A_{n-2}}   pentru {\displaystyle n>2}.
Valorile Vn satisfac relațiile recursive:
{\displaystyle V_{0}=1}
{\displaystyle V_{1}=2}
{\displaystyle V_{n}={\frac {2\pi }{n}}V_{n-2}}   pentru {\displaystyle n>1}.

#### Dimensiuni fracționare
Formulele pentru An și Vn pot fi calculate pentru orice număr real n ≥ 0, și pot fi împrejurări când este necesar să se calculeze aria sferei sau volumul bilei pentru cazul că n nu este un întreg nenegativ.

#### Alte raze
Aria suprafeței unei sfere (n−1)-dimensionale cu raza r este An rn−1 iar volumul unei bile n-dimensionale cu raza r este Vn rn. De exemplu aria este A = 4π r 2 pentru suprafața bilei tridimensionale de rază r, iar volumul ei este V = 4π r 3 / 3.

## Bile unitate în spații vectoriale normate
Mai exact, bila unitate deschisă într-un spațiu vectorial normat {\displaystyle V}, cu norma {\displaystyle \|\cdot \|}, este
{\displaystyle \{x\in V:\|x\|<1\}}
Este interiorul bilei unitate închise (V,||·||):
{\displaystyle \{x\in V:\|x\|\leq 1\}}
Aceasta din urmă este reuniunea disjunctă a noțiunii precedente și a frontierei lor comune, sfera unitate a (V,||·||):
{\displaystyle \{x\in V:\|x\|=1\}}
„Forma” bilei unitate depinde în totalitate de norma aleasă; poate avea „colțuri” și, de exemplu, în cazul normei maxime din Rn, poate arăta ca [−1,1]n. Cu norma obișnuite a spațiului Hilbert, bazată în cazul finit dimensional pe distanța euclidiană, se obține ca bilă unitate o „bilă rotundă”, naturală. Ceea ce se înțelege de obicei prin sfera unitate este frontiera sa.
Fie {\displaystyle x=(x_{1},...x_{n})\in \mathbb {R} ^{n}.} Se definește norma {\displaystyle \ell _{p}} uzuală pentru p ≥ 1 drept:
{\displaystyle \|x\|_{p}=(\sum _{k=1}^{n}|x_{k}|^{p})^{1/p}}
Atunci {\displaystyle \|x\|_{2}} este norma uzuală a spațiului Hilbert. {\displaystyle \|x\|_{1}} este numită norma Hamming sau norma {\displaystyle \ell _{1}}. Condiția p ≥ 1 este necesară în definiția normei {\displaystyle \ell _{p}}, deoarece în orice spațiu normat bila unitate trebuie să fie convexă, ca o consecință a inegalității triunghiului. Notația pentru norma maximă (infinită) a lui x este {\displaystyle \|x\|_{\infty }}.
De notat că pentru circumferințele {\displaystyle C_{p}} ale bilelor unitate bidimensionale (n = 2), există:
{\displaystyle C_{1}=4{\sqrt {2}}} este valoarea minimă.
{\displaystyle C_{2}=2\pi \,.}
{\displaystyle C_{\infty }=8} este valoarea maximă.

## Generalizări

### Spații metrice
Toate cele trei definiții de mai sus pot fi generalizate direct la un spațiu metric, în raport cu o origine aleasă. Totuși, considerațiile topologice (interior, închidere, frontieră) nu trebuie să se aplice în același mod (de exemplu, în spațiile ultrametrice, toate cele trei sunt simultan mulțimi deschise și închise), iar sfera unitară poate fi chiar goală în unele spații metrice.

### Forme pătratice
Dacă V este un spațiu liniar cu o formă pătratică reală F:V → R, atunci { p ∈ V : F(p) = 1 } poate fi numită sfera unitate sau cvasisfera unitate a V. De exemplu, când este egală cu 1, forma pătratică {\displaystyle x^{2}-y^{2}} produce hiperbola unitate, care joacă rolul cercului unitate în planul numerelor complexe hiperbolice⁠(d). Similar, forma pătratică x2 produce o pereche de drepte pentru sfera unitate în planul numerelor duale⁠(d).